# Raffaele Arzu
Raffaele Arzu (Lanusei, 27 ottobre 1979) è un criminale italiano.

## Biografia
Talanese nato a Lanusei, nell'Ogliastra, è ritenuto il capo di una banda di malviventi che nei primi anni del terzo millennio ha perpetrato varie rapine in tutta Italia a danno di banche e mezzi portavalori: un primo colpo venne effettuato a Castelraimondo nel 2001, un secondo ad Arezzo nel 2002, un terzo (risoltosi in una sparatoria nella quale perse la vita il carabiniere Donato Fezzuoglio) a Umbertide il 30 gennaio 2006, un quarto a un supermercato di Perugia nel 2007 e un quinto nei pressi di Imola il 30 giugno 2008.
Condannato in contumacia a 14 anni di reclusione per le prime due rapine, Arzu riuscì a sfuggire alla cattura per circa sette anni, venendo presto incluso nell'elenco dei latitanti di massima pericolosità oggetto di un programma speciale di ricerca coordinato dal Ministero dell'Interno.
La sua latitanza si concluse l'8 dicembre 2009, allorché gli uomini del Raggruppamento operativo speciale dei carabinieri di Cagliari e dello Squadrone eliportato carabinieri cacciatori "Sardegna" riuscirono ad arrestarlo nel suo comune di residenza.
Il processo a suo carico per diversi capi di imputazione (su tutti l'omicidio del carabiniere compiuto nel 2006) iniziò nel marzo 2012; il 12 maggio 2013 la Corte d'Assise di Perugia lo condannò all'ergastolo con 18 mesi di isolamento diurno (insieme al complice Pietro Pala), mentre nel luglio 2012 era passata in giudicato la sentenza per la rapina perugina del 2007.
La sentenza di condanna all'ergastolo per l'omicidio Fezzuoglio è stata poi confermata in Corte d'appello nel 2014 e in Cassazione nel 2016. Raffaele Arzu (così come il coimputato Pietro Pala) si è sempre proclamato innocente.